# Qaqortoq helikopterflygplats

Qaqortoq Heliports destinationer.

Qaqortoq helikopterflygplats ligger i orten Qaqortoq (tidigare danskt namn: Julianehaab) är en helikopterflygplats i Grönland. Den ligger i den södra delen av Grönland, 500 km sydost om huvudstaden Nuuk, vid sjön Tasersuaq.
Terrängen runt Qaqortoq är huvudsakligen kuperad, med havet nära åt sydost.
Qaqortoq helikopterflygplats har flygningar dels till Narsarsuaq flygplats, dels till andra orter i närheten. Det finns också båtturer på dessa sträckor. Det finns inga vägar mellan samhällen i regionen, så transporter sker med flyg eller båt.
Det finns planer på att bygga en flygplats nära Qaqortoq. I december 2015 beslutades detta, och bygget planeras komma igång cirka 2018.
[uppföljning saknas]